# ホロフェルネスの首を斬るユディト (ジェンティレスキ)
『ホロフェルネスの首を斬るユディト』（ホロフェルネスのくびをきるユディト、伊: Giuditta decapita Oloferne, 英: Judith Beheading Holofernes）は、イタリアの画家アルテミジア・ジェンティレスキが1620年頃に描いた絵画。

## 概要

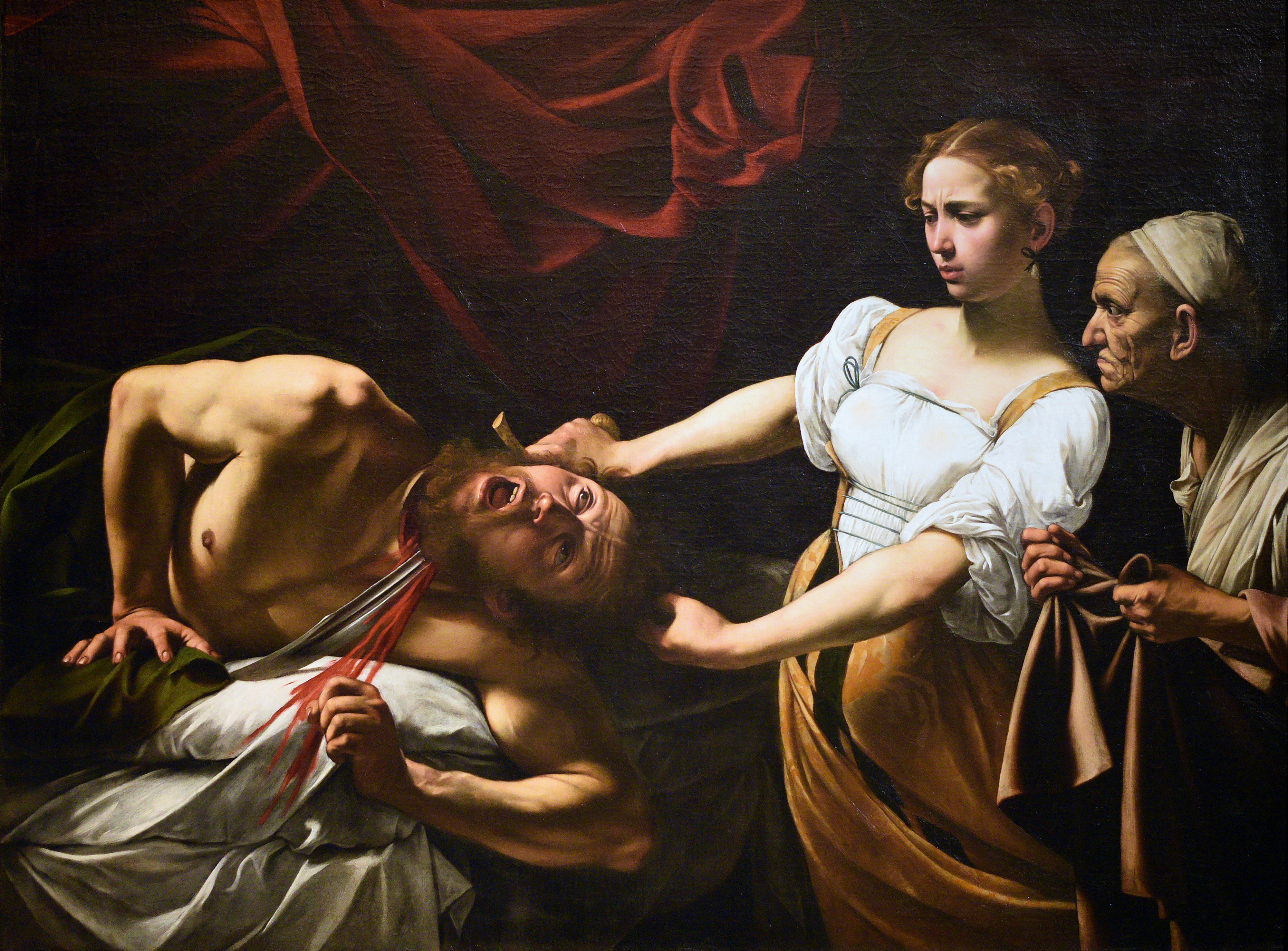
カラヴァッジオ『ホロフェルネスの首を斬るユディト』 (バルベリーニ宮国立古典絵画館、ローマ)

本作は、1598年頃に、画家ミケランジェロ・メリージ・ダ・カラヴァッジオによって描かれた同名の作品に倣って描かれたものとされる。フィレンツェのウフィツィ美術館に所蔵されている。
旧約聖書の『ユディト記』には、ベトリアという町が将軍ホロフェルネスの率いるアッシリア軍に包囲されたときに、町の住人であり未亡人のユディトという女性が、侍女とともに敵の陣営に乗り込み、ホロフェルネスを誘惑し、酔いつぶれた将軍の首を剣で切断する、という一節がある。バロック期には、この場面を描いた作品が多数発表されており、本作もそのうちの1つである。

## 作品
年若い2人の女性が、ベッドの上に身体を横たえている男性を押さえつけながら、首を剣で切っている様子が描かれている。背景は、闇に包まれている。剣の柄の部分が十字架の形状をしているが、これは、彼女らの行為が神聖な目的で行われていることを示している。
画面右側の女性は、眉根にしわを寄せており、右手で剣の柄を握り、左手で男性の頭髪をがっしりと掴んでいる。衣服の両袖は、たくし上げられている。肩があらわになっている他、胸元も覗いており、その辺りにも血しぶきが飛び散っている。

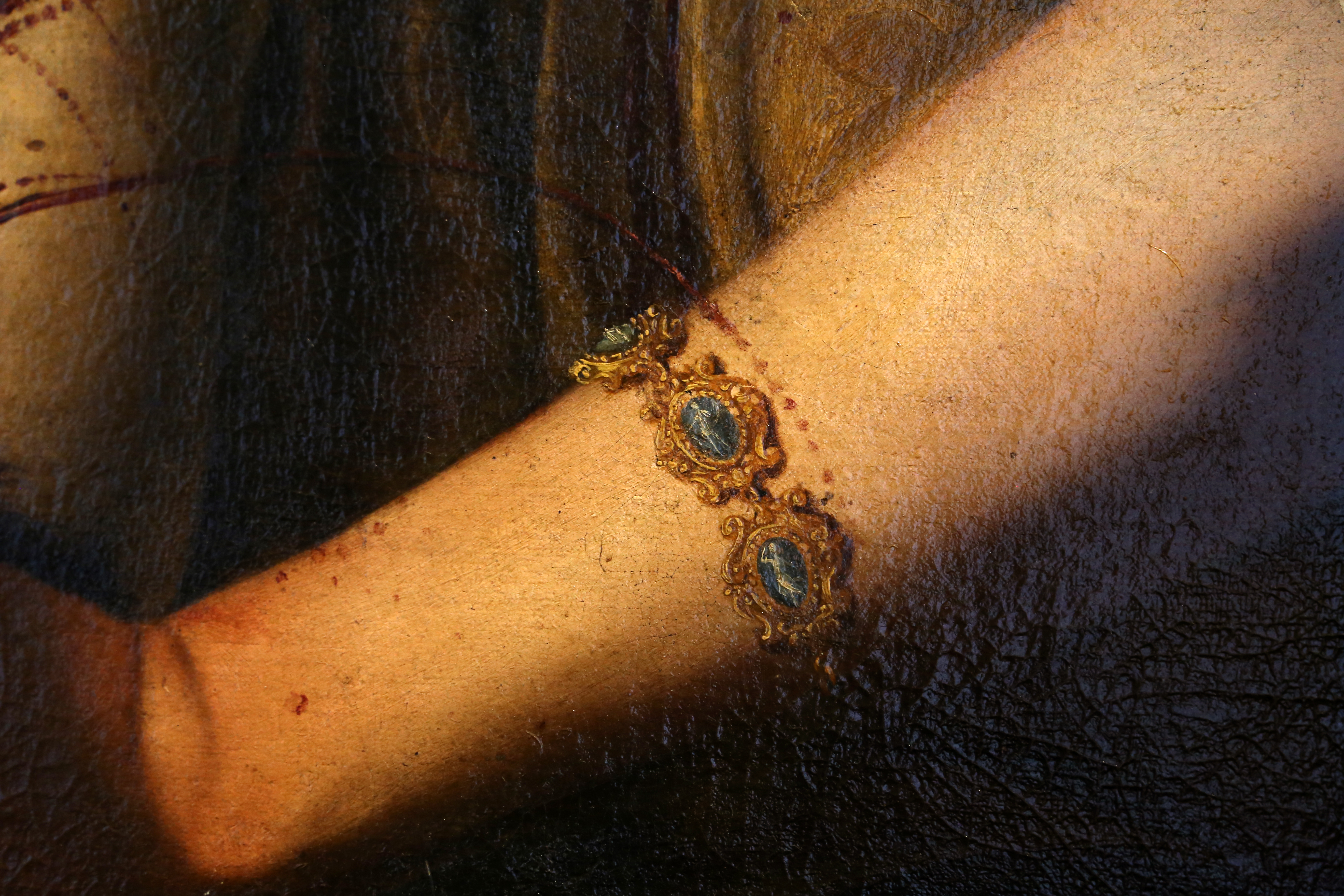
ブレスレット

画面後方に描かれた女性は、服装から侍女と思われる。彼女も袖をまくり上げており、男性が動かないように全身で押さえつけている。男性は、髭を生やしており、がっしりとした身体つきをしている。右腕を伸ばしているが、目は虚ろになっており、口は開かれて歯が覗いている。
シーツの上に滴り流れ落ちている血と、動脈から勢いよくほとばしり出ている血が描かれている。血は、剣を握る女性が左腕につけているブレスレットのほうにも飛んでいる。ブレスレットには、月や狩猟などをつかさどる女神、ディアーナが描かれている。これは、ディアーナのギリシャ名がアルテミスであることから、本作の作者がアルテミジアであることを示している。